# Elwood (Utah)
Elwood – miasto w Stanach Zjednoczonych, w stanie Utah, w hrabstwie Box Elder.